# پروانه‌ای در مه
پروانه‌ای در مه فیلمی به کارگردانی و نویسندگی محمدجواد کاسه ساز ساختهٔ سال ۱۳۸۴ است.

## خلاصه داستان
داستان زندگی مهرانه شخصیت اصلی داستان است که باورهای یک زن را در عرصه دفاع مقدس نشان می‌دهد. مهرانه زنی است که در روستا زندگی می‌کند. همه تصور می‌کنند که شوهر این زن در جنگ شهید شده است و امیدی به برگشت او ندارند. ولی مهرانه چشم به جاده ای دوخته است که روزی همسرش از آن برمی گردد.

## بازیگران
- عسل بدیعی
- کیهان ملکی
- برزو ارجمند
- زهره صفوی
- امین عباسی زاده
- عبدالرضا زهره کرمانی